# 堡塁

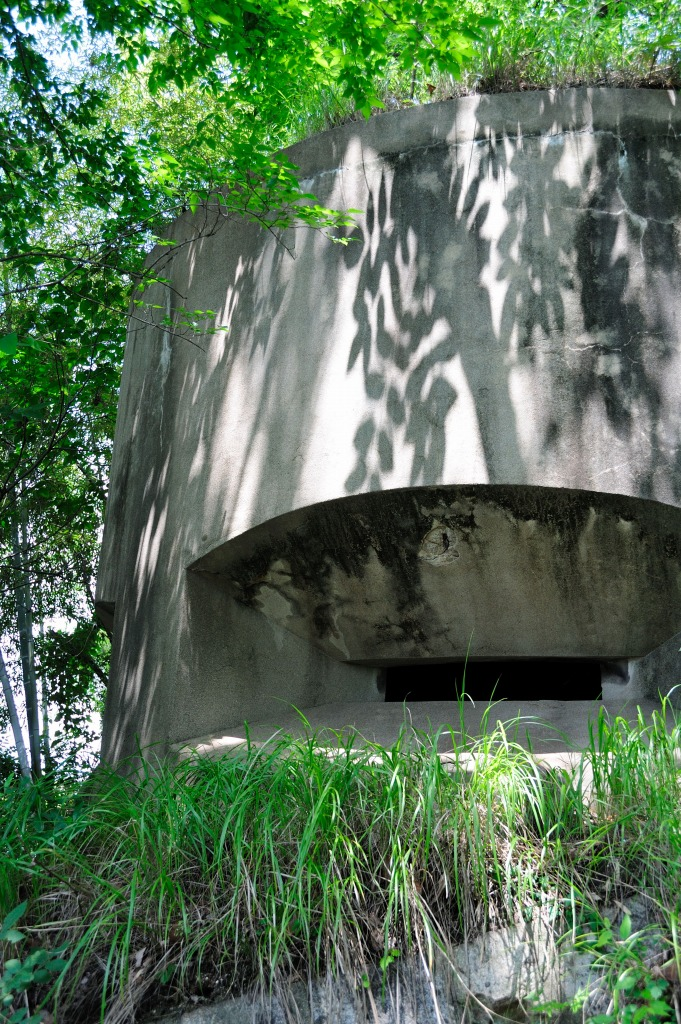
広島県呉市の串山公園内に残る旧串山防空機銃陣地内にあるコンクリート製堡塁（監視所）

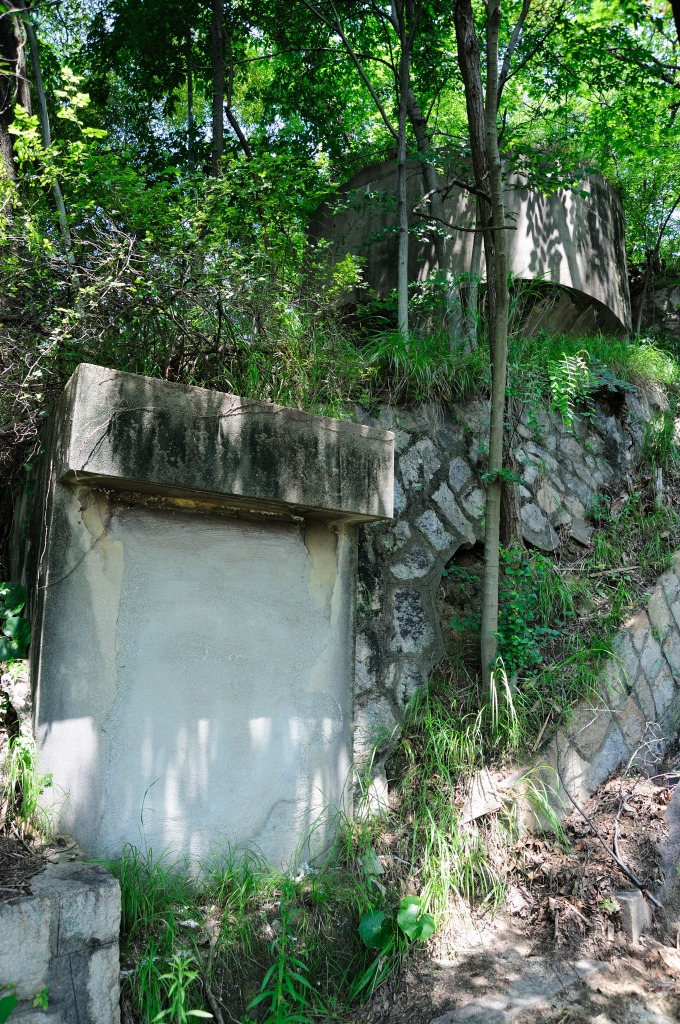
同上。セメントで塞がれた堡塁入り口と堡塁

堡塁（ほうるい、ほるい）とは、敵の攻撃を防ぐために、石・土砂・コンクリートなどで構築された陣地のことを言う。それひとつで小型の要塞となり、本格的な要塞は複数の堡塁を備えた。あるいは複数の堡塁を結んだ防御線が巨大な要塞を構成した。
堡塁は大砲の発展と共に姿を現し、航空機の登場と共に姿を消していった。

## 概要
堡塁は、銃座、砲座、指揮所、観測所、兵舎や弾薬庫となる掩蔽棲息部、交通路、等からなる（これらが必ずしも全て備えられている訳ではない）。
堡塁同士は互いに組み合わされて防衛線となっており、侵攻を阻んだ。一般には都市などの外周に作られ、堡塁が抜かれない限り内部に砲弾が落ちないように築かれた。
15世紀以降、大砲による攻城側の攻撃力の上昇に伴い、城壁は無力化し、従来の砦や城では大砲に対抗できなくなった。そこで土を盛った防衛陣地を都市の外縁に配置した。砲撃の衝撃を軟らかい土で吸収しようという設計である。また斜面を設け、攻城側の砲撃に対しては城内部が死角となり、一方で守城側からの砲撃・銃撃は死角が無いように設計された。また、陣地がお互いの射程を補完することにより死角をなくし、更に多数の兵士による小銃による十字砲火を浴びせられるように設計された。こうした防御陣地が、堡塁の発祥である。
さらに、直接都市を防御するのではなく、次第に都市と軍事施設を分離する方式が主流となり、都市と離れた位置、あるいは国境線に、純軍事施設としての要塞を築くようになった。こうした堡塁に囲まれた形式の要塞は星型要塞と呼ばれる。戦術の発展に伴い、堡塁はいくつも組み合わされるようになり、外側の堡塁の一つが落ちても隣接する堡塁から集中攻撃を加えることができるようになった。さらに防衛線も複数設けることができるようになって要塞の防御力はさらに強化された。星形要塞は17世紀のヴォーバンによって体系化された。
しかしながら単なる土を盛った防御壁では、大きな角度がついた砲弾に対しては無力である。また榴弾が発明された事で、多数の小銃ではなく、少数の大砲でも要塞の防御が可能になった。そのため18世紀から19世紀にかけて、大砲を掩体壕に据える方式が主流となった。要塞の全体の設計としても、複雑な凹凸がある星形から単純な多角形となり、掩体壕をその多角形の辺の中心部分に突出して配置する、多角形要塞が誕生した。機関銃が実用化されると、それらも掩体壕に据えられるようになり、そうした掩体壕を中心に堡塁が構成された。
しかしながら19世紀以降、純軍事施設としての要塞は、十分な補給能力と機動能力を有した軍事集団によって、簡単に迂回・突破され、防衛すべき都市を攻略されるという弱点を露呈した。また機関銃や大砲の発達、有刺鉄線の発明によって、簡易な塹壕であっても十分な防衛陣地を構築できるようになった。よって第一次世界大戦時には長大な塹壕による防御線の構築が主流となった。しかしながらこの時代は堡塁から構成された要塞も未だ戦略・戦術の価値を持っており、旅順要塞攻略戦やヴェルダン要塞攻略戦では、攻城側に甚大な損耗を強いている。
航空機が実用化されると堡塁は上空から偵察や攻撃を受けるようになり、また建設に莫大な費用がかかることもあって、要塞ともども廃れていった。フランスが築いたマジノ線は、多数の堡塁を国境線に配置してそれらを結んだ、史上最大とも言える防御線であるが、ドイツ軍は第一次世界大戦時のベネルクス三国方面からフランスに侵略する戦略をそのまま踏襲する作戦を練り、実際にこれを迂回した。
大日本帝国陸軍では、要塞を建設する際、対艦射撃用の海岸砲台を「砲台」、海岸砲台の背面を守る陸戦砲台を「保塁」として区別し、これらを複数組み合わせて、要塞を形成した。同じ形式に帝政ロシア軍の築いた旅順要塞、セヴァストポリ要塞がある。

## リンク
- 旧串山機銃陣地解説